# Philip Coppens (dziennikarz)
Philip Coppens (ur. 25 stycznia 1971, zm. 30 grudnia 2012) – belgijski dziennikarz śledczy, zajmujący się zagadnieniami z dziedzin polityki, starożytnej historii oraz zagadek.
Wraz ze swoją żoną Kathleen McGowan, prowadził program radiowy pt."The Spirit Revolution", w którym to serwowali nowości, przedstawiali swoje opinie, a także przeprowadzali wywiady z liderami w dziedzinach alternatywnej nauki, historii i wewnętrznej emanacji pomocy. Jego artykuły ukazywały się w czasopismach na całym świecie, a także w niezliczonych portalach internetowych. Systematycznie występował jako konsultant w programie History Channel pt."Ancient aliens". Pod koniec życia wykryto u niego naczyniakomięsaka.